# موريس تاميزيه
موريس تاميزيه (بالإنجليزية: Maurice Tamisier)، طبيب ورحالة فرنسي ولد في 23 ديسمبر 1810. ترك فرنسا وهو في عمر الواحدة والعشرين عاما، مع نية لزيارة الشرق، وصل إلي القاهرة في أواخر العام 1833، رافق حملة القوات المصرية بتوجيه محمد علي باشا التي أرسلت إلي شبه الجزيرة العربية، زار جدة ومكة المكرمة الحجاز وتهامه كما زار المخا على ساحل البحر الأحمر وكذلك زار الحبشة. دامت رحلته في الجزيرة العربية من فبراير 1835 إلى مارس 1837.
وصل الحجاز عام 1250هـ/1834م، قادما مع الحملة المصرية كأمين سر ومساعد للطبيب شيرفو. وكان تاميزية يتصف بالذكاء ودقة الملاحظة، وقد كتب عن رحلته هذه كتاباً عنوانه: (رحلة إلى بلاد العرب Voyage en Arabie).
وما ذكر في كتابة عن معركة المخا قائلا: